# 이미지 분석
이미지 분석 또는 화상 분석은 이미지에서 의미 있는 정보를 추출하는 것이다. 주로 디지털 이미지 처리 기술을 통해 디지털 이미지를 활용한다. 이미지 분석 작업은 바코드 태그를 읽는 것처럼 간단할 수도 있고 얼굴로 사람을 식별하는 것처럼 복잡할 수도 있다.
대량의 데이터를 분석하거나 복잡한 계산이 필요한 작업, 정량적 정보를 추출하는 데 컴퓨터는 필수 불가결하다. 반면에 인간의 시각 피질은 특히 더 높은 수준의 정보를 추출하는 데 뛰어난 이미지 분석 장치이며 의학, 보안, 원격 감지를 포함한 많은 응용 분야에서 인간 분석가는 여전히 컴퓨터로 대체될 수 없다. 이러한 이유로 가장자리 감지기 및 신경망과 같은 많은 중요한 이미지 분석 도구는 인간의 시각적 인식 모델에서 영감을 얻었다.

## 같이 보기
- 디지털 화상 처리
- 군사정보
- 원격탐사